# Marquixanes
Marquixanes (katalanisch: Marqueixanes) ist eine französische Gemeinde mit 585 Einwohnern (Stand: 1. Januar 2022) im Département Pyrénées-Orientales in der Region Okzitanien (vor 2016: Languedoc-Roussillon). Sie gehört zum Arrondissement Prades und zum Gemeindeverband Conflent-Canigó.

## Geografie
Die Gemeinde Marquixanes liegt am Fuß der Pyrenäen, etwa 35 Kilometer westsüdwestlich von Perpignan im Gebiet der historischen Grafschaft Conflent. Durch das Gemeindegebiet fließt die Têt hier in den Stausee Retenue de Vinça. Umgeben wird Marquixanes von den Nachbargemeinden Arboussols im Norden, Vinça im Osten, Espira-de-Conflent im Südosten, Estoher im Süden, Los Masos im Südwesten sowie Eus im Westen.

## Bevölkerungsentwicklung
| Jahr                       | 1962 | 1968 | 1975 | 1982 | 1990 | 1999 | 2006 | 2014 | 2021 |
| -------------------------- | ---- | ---- | ---- | ---- | ---- | ---- | ---- | ---- | ---- |
| Einwohner                  | 388  | 363  | 333  | 307  | 299  | 397  | 527  | 551  | 573  |
| Quellen: Cassini und INSEE |      |      |      |      |      |      |      |      |      |

Im Jahr 1846 wurde mit 619 Bewohnern die bisher höchste Einwohnerzahl ermittelt. Die Zahlen basieren auf den Daten von cassini.ehess und INSEE.

## Sehenswürdigkeiten
- Kirche Sainte-Eulalie et Sainte-Julie, aus dem frühen 17. Jahrhundert stammender Nachfolgebau der 1025 erstmals erwähnten romanischen Vorgängerkirche[3]
- Friedhofskapelle Saint-Pons

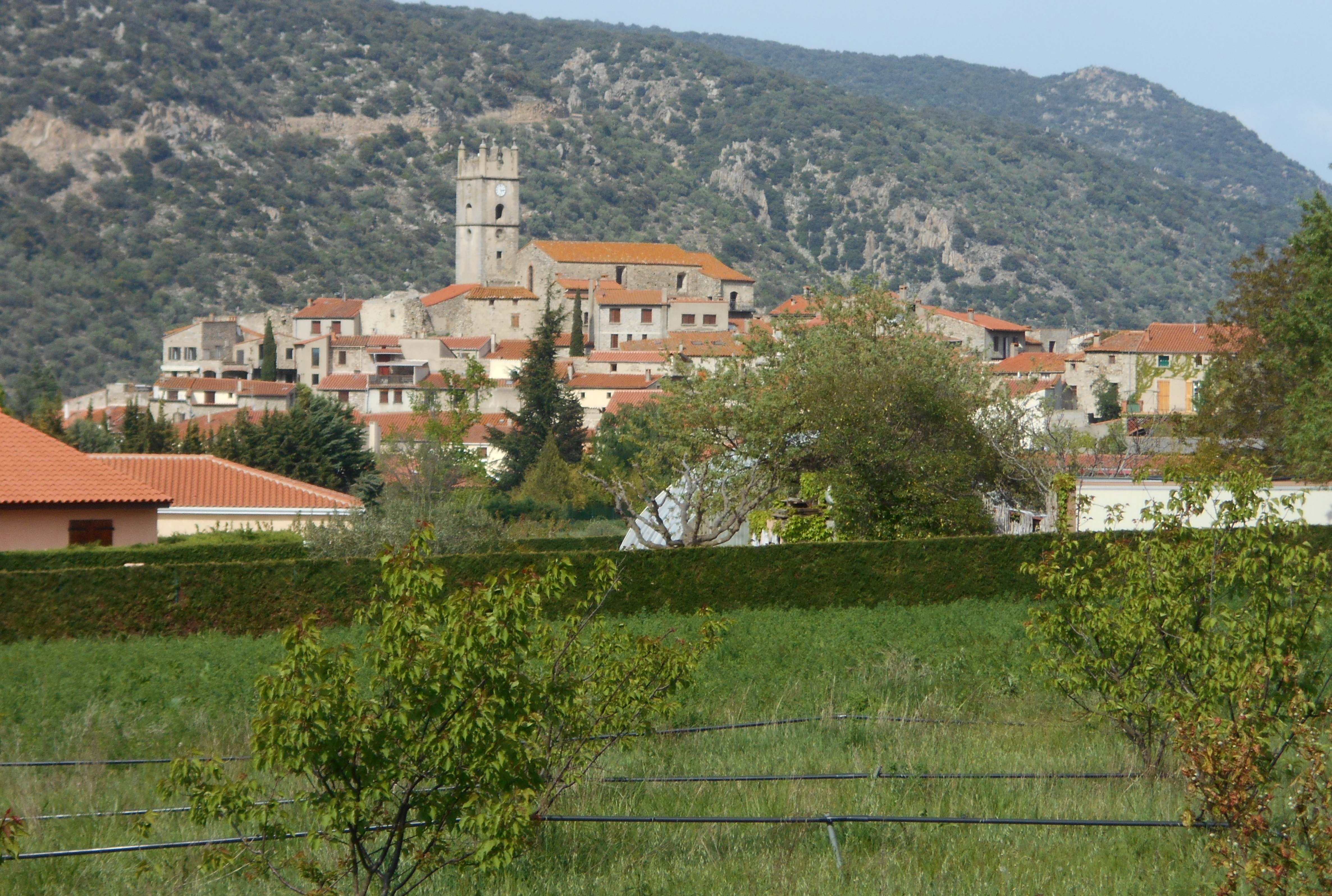
Blick auf die Kirche Sainte-Eulalie et Sainte-Julie
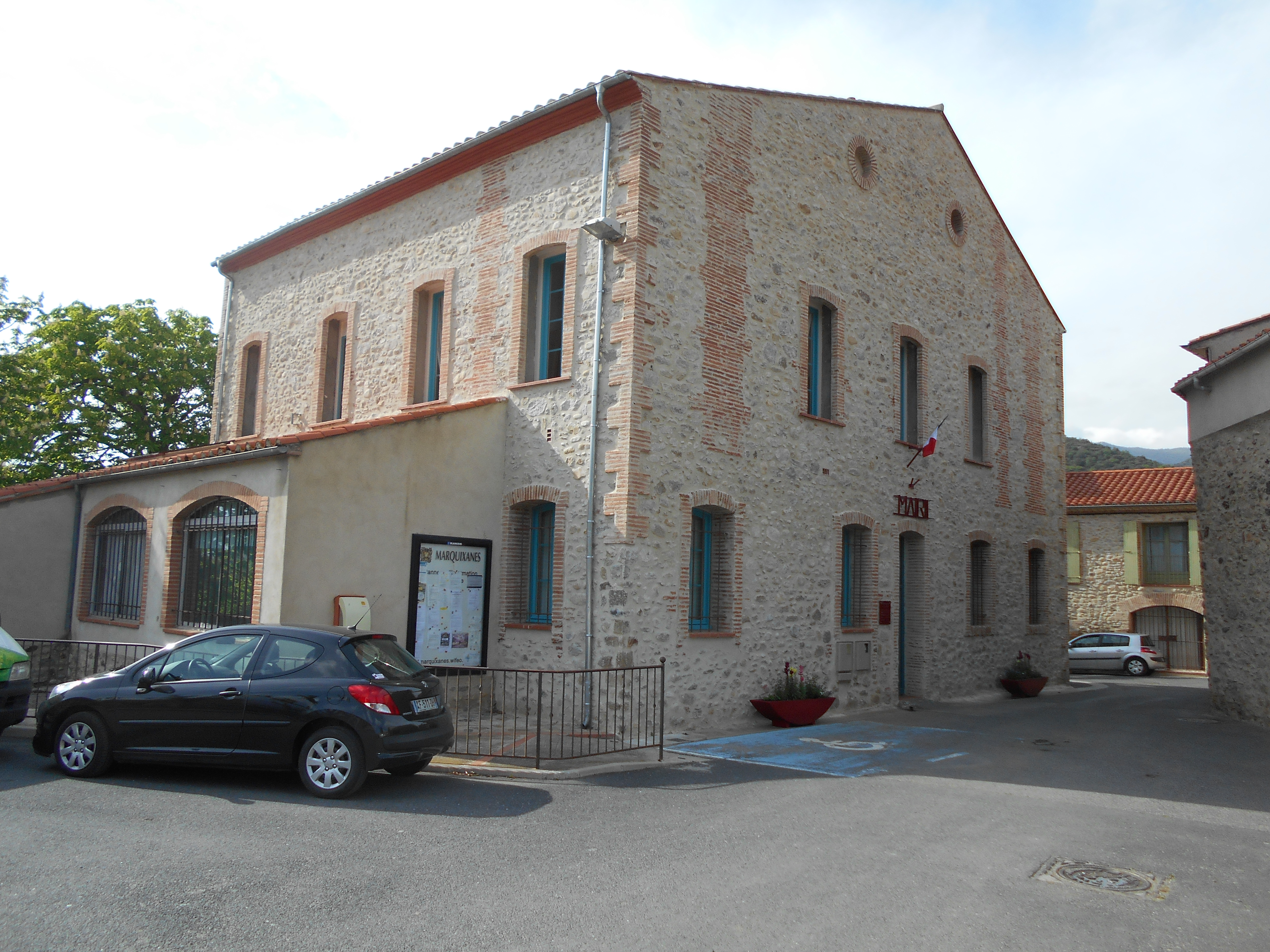
Mairie
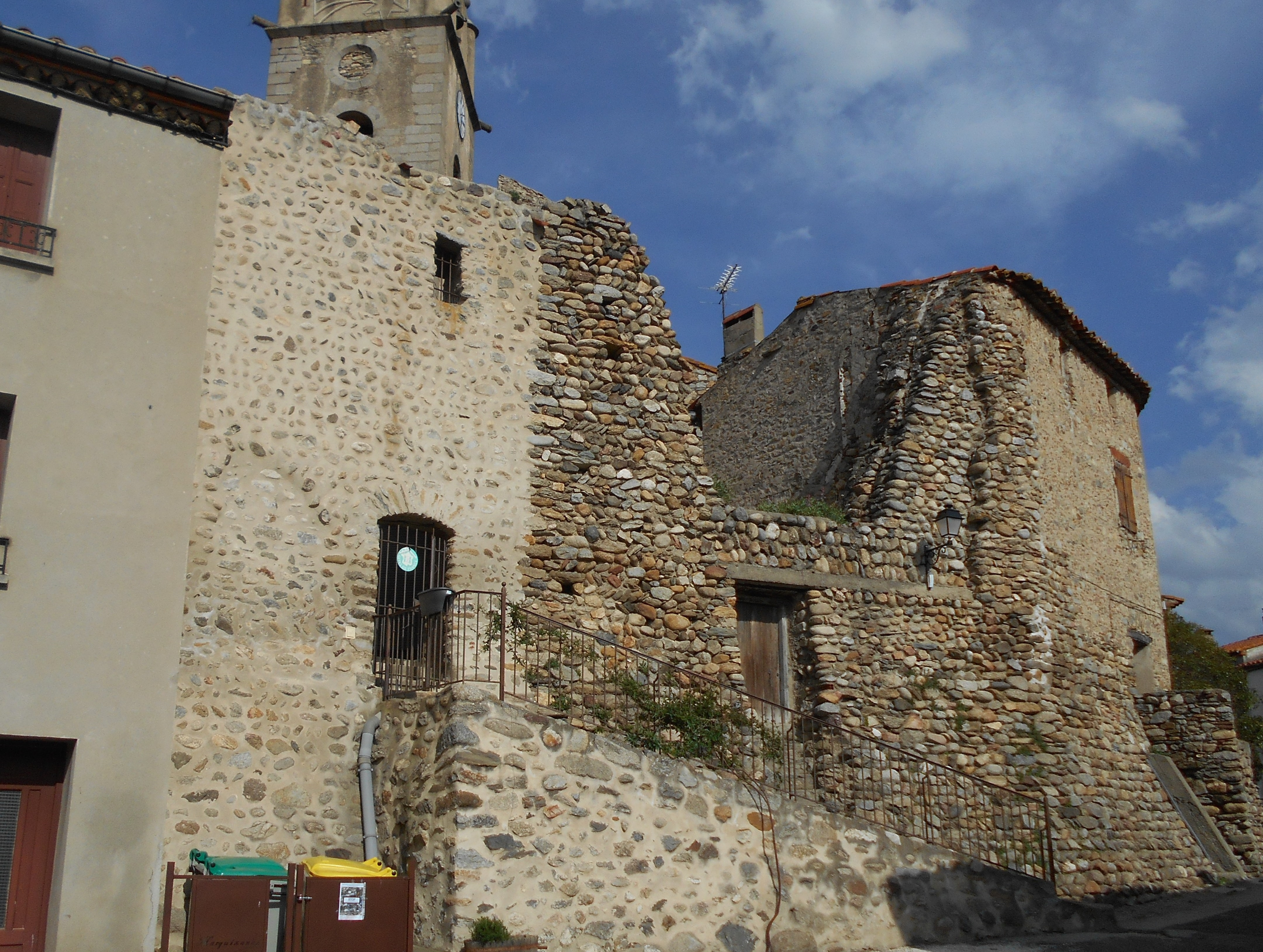
Reste der Ortsbefestigung

## Wirtschaft und Infrastruktur
Die Reben in Marquixanes sind Teil des Weinbaugebietes Côtes du Roussillon. In der Gemeinde sind 16 Landwirtschaftsbetriebe ansässig (Obstanbau, vier Winzer).
Durch die Gemeinde führt die teilweise zweistreifig ausgebaute frühere Route nationale 116. Der Bahnhof Marquixanes liegt an der Bahnstrecke Perpignan–Villefranche-de-Conflent.

## Belege
1. ↑  Marquixanes auf cassini.ehess
2. ↑  Marquixanes auf INSEE
3. ↑  Kirche auf marquixanes.com (Memento des Originals vom 25. April 2016 im Internet Archive)  Info: Der Archivlink wurde automatisch eingesetzt und noch nicht geprüft. Bitte prüfe Original- und Archivlink gemäß Anleitung und entferne dann diesen Hinweis. (französisch)
4. ↑  Landwirtschaftsbetriebe auf annuaire-mairie.fr (französisch)